# Grégory Many
Grégory Many est un joueur français de volley-ball né le 9 janvier 1992 . Il mesure 1,92 m et joue passeur.

## Clubs
| Club           | Pays   | De        | À |
| -------------- | ------ | --------- | - |
| Montpellier UC | France | 2010-2011 | … |